# Фастівський район
Фастівський район (Фастівщина) — район у Київській області України. Утворений у 2020 році. Адміністративний центр — місто Фастів. Площа — 1761,2 км² (6,3% від площі області), населення — 182,6 тис. осіб (2020).
До складу району входять 9 територіальних громад.

## Історія
Район створено відповідно до постанови Верховної Ради України № 807-IX від 17 липня 2020 року. До його складу увійшли: Боярська, Фастівська міські, Калинівська, Кожанська, Глевахівська, Чабанівська селищні, Бишівська, Гатненська, Томашівська сільські територіальні громади.
До складу району увійшли території колишніх Васильківського, частина Києво-Святошинського, Макарівського, основна частина Фастівського районів, ліквідованих тією ж постановою.